# Cantonul Agen-Centre
Cantonul Agen-Centre este un canton din arondismentul Agen, departamentul Lot-et-Garonne, regiunea Aquitania, Franța.